# OjDADAna
ojDADAna – album Grzegorza Ciechowskiego wydany w 1996 roku, wznowiony w roku 2002 i 2021 (na winylu). Autor sygnował płytę pseudonimem Grzegorz z Ciechowa.
Album jest swojego rodzaju eksperymentem połączenia nowoczesnych rytmów, gitar elektrycznych, a nawet techno z polskimi przyśpiewkami ludowymi. Najbardziej znanym utworem tej płyty jest przebój „Piejo kury piejo”, w którym wykorzystano oryginalne nagranie słynnej biłgorajskiej śpiewaczki ludowej Anny Malec. Utwór osiągnął spory sukces, zyskując wysokie miejsca na listach przebojów. Album wywołał pewne kontrowersje, szczególnie wśród niektórych wokalistów występujących na płycie, jak również etnografów.
Wraz z autorem (grającym na flecie, instrumentach klawiszowych i będącym producentem płyty), utwory wykonują m.in. Leszek Biolik (gitara basowa), Dima Chaabak (fletnia Pana), Jacek Królik (gitara) i Krzysztof Ścierański (gitara basowa).

## Lista utworów
1. „Oj zagraj że mi zagraj”[6] – 3:44
2. „Piejo kury piejo” – 3:50
3. „A gdzież moje kare konie...” – 4:20
4. „Polka galopka” – 3:28
5. „Żona męża bije” – 5:10
6. „Tam w sadeńku wiśnia” – 3:47
7. „Gawęda o skrzypku i diable” – 4:55
8. „Jako tako bym śpiewała” – 3:27
9. „Co ja temu winna” – 2:59
10. „I tęskniła, tęskniła” – 2:57